# Korona (solen)
 For alternative betydninger, se Korona. (Se også artikler, som begynder med Korona)
Korona (efter det latinske corona, som betyder krone) er betegnelsen for det yderste lag af solens atmosfære. Koronaen er i reglen usynlig set fra jorden af, da solens stråler udsender et meget kraftigt lys. Først når der opstår solformørkelse, og solen bliver skjult af månen, kommer koronaen til syne og "omgiver" månen. Koronaen befinder sig langt fra solen. Den er meget længere ude, end jordens atmosfære når ud.

## Eksterne links
- Wikimedia Commons har flere filer relateret til Korona (solen)

| Astronomi | Spire Denne artikel om astronomi er en spire som bør udbygges. Du er velkommen til at hjælpe Wikipedia ved at udvide den. |